# Phact
Phact (alfa Columbae, α Col) je nejjasnější hvězda v souhvězdí Holubice. Na základě měření sondy Hipparcos byla zjištěna vzdálenost kolem 262 světelných let.
Tradiční název Phact (také Phad, Phaet, Phakt) pochází z arabského فاختة fākhitah („hrdlička“). Původně se používalo pro souhvězdí Labutě a později bylo přeneseno na tuto hvězdu.

## Vlastnosti
Phact je zřejmě samostatná hvězda, i když má optického průvodce ve vzdálenosti 13,5". Jedná se o hvězdu hlavní posloupnosti spektrální třídy B9 obklopenou plynným oblakem vytvářejícím emisní čáry díky rekombinaci vodíku. Jako mnoho podobných hvězd má velkou rychlost rotace.